# 尼格馬季拉·尤爾多舍夫
尼格马季拉·图尔基诺维奇·尤尔多舍夫（1962年11月5日—） 烏茲別克斯坦政治家，律師，前参议院（上院）主席。2016年9月卡里莫夫总统去世后代理总统职务。此前担任过司法部长。

## 生平
尤尔多舍夫1985年毕业于塔什干国立大学法律系。之后进入奥尔马利克市检察院工作。1991年他成为塔什干尤努斯巴德区地检署调查员，后来成为高级研究员，后在乌兹别克斯坦检察院任检察官。2000年，他担任总检察官办公室内部安全检查的负责人。2003年进入总统办公室。2006他被任命为总检察官办公室的税务和洗钱部门的负责人，并在2008成为副总检察长。2011年6月21日，根据УП-4323总统令，他被任命为司法部长。2015年1月他当选参议院议员，并出任参议院主席。
2016年9月2日，乌兹别克首任总统伊斯兰·卡里莫夫去世。根据宪法，总统不能行使职权时，参议院主席将代理总统一职。尤尔多舍夫以参议院主席身份代理总统。但是，尤尔多舍夫声称自己经验不足，不宜出任代理总统，并推荐总理沙夫卡特·米尔济约耶夫出任总统。9月9日，乌兹别克斯坦上下两院在联席会议上任命总理米尔济约耶夫为代理总统。
尤爾多舍夫卸任參議院主席後，被米爾濟約耶夫總統任命為總檢察長。